# Vuelo 5634 de Lufthansa Cityline
El 6 de enero de 1993, el vuelo 5634 de Lufthansa Cityline salió del aeropuerto de Bremen rumbo al Aeropuerto de París-Charles de Gaulle a las 17:30. Operando el vuelo se encontraba un Dash 8-311, con registro D-BEAT y con 23 pasajeros y tripulantes.
Cuando el vuelo 5634 se encontraba próximo a París, un Boeing 747 de Korean Air reventó un neumático en el aterrizaje, provocando que los controladores tuviesen que cerrar brevemente la pista. Por este motivo el vuelo fue desviado a otra pista. En aproximación final el vuelo entró en un descenso elevado haciendo que impactase contra el terreno golpeando en primer lugar con la cola. El avión se fracturó en dos partes, pero no se declaró ningún incendio. El accidente produjo la muerte de cuatro personas y diecinueve más resultaron heridas.

## Avión y tripulación
El avión era un turbohélice DHC-8-311 con matrícula de avión D-BEAT estaba propulsado por dos motores Pratt & Whitney PW123. El avión realizó su vuelo inaugural el 14 de agosto de 1990 y fue entregado el 26 de agosto a Contact Air, que inicialmente operó el avión para Deutsche Lufttransport-Gesellschaft (DLT), el predecesor de Lufthansa CityLine.

## Galería

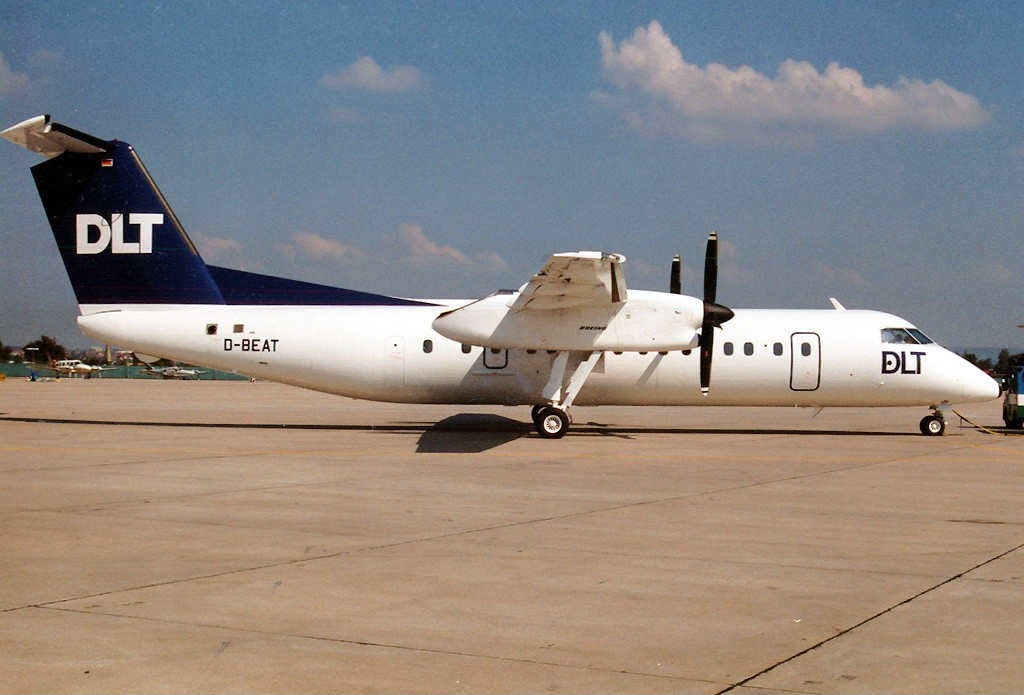
El avión involucrado en el accidente en septiembre de 1990.
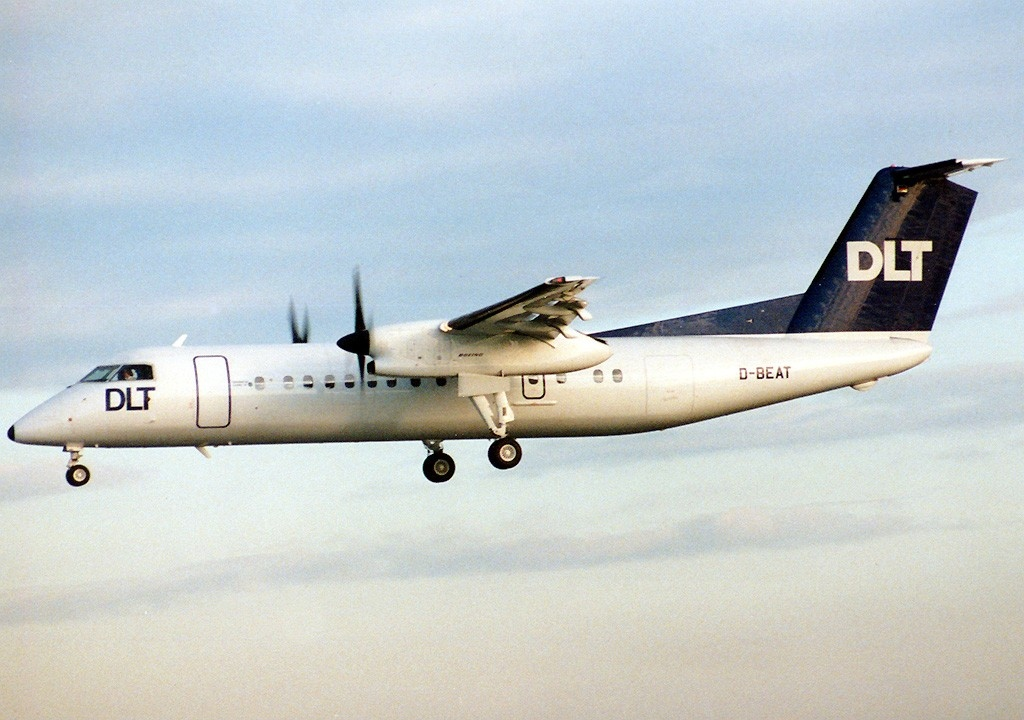
El avión involucrado en el accidente en noviembre de 1990.
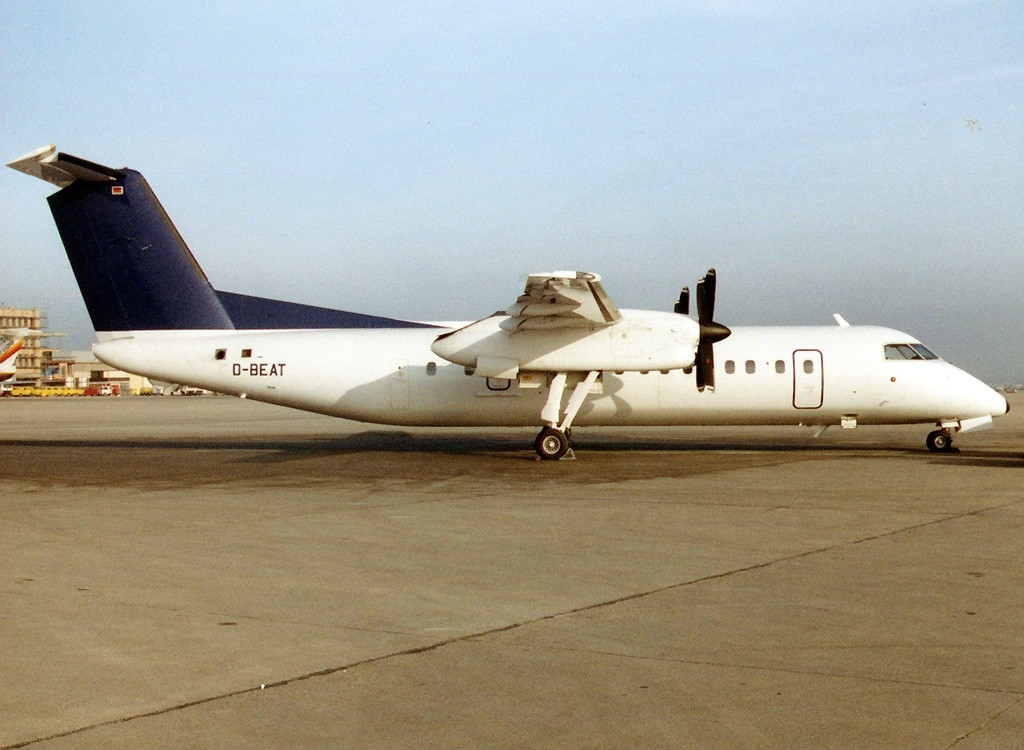
El avión involucrado en el accidente en enero de 1992.